# Robert Rembieliński
Robert Leonard Rembieliński (ur. 27 marca 1894 w Łodzi, zm. 7 sierpnia 1975 tamże) – łódzki farmaceuta, historyk farmacji łódzkiej i ziem polskich. Uczestnik walk o niepodległość Polski w latach 1918–1920. Jego życie, działalność naukowa i społeczna w stowarzyszeniach z dziedziny historii farmacji koncentrowały się wokół rodzinnego miasta i jego społeczności.

## Studia i praca zawodowa
Szkołę średnią ukończył w Piotrkowie Trybunalskim w 1916 r. Studia farmaceutyczne ukończył na Uniwersytecie Warszawskim uzyskując dyplom magistra w 1924 r. Jako stypendysta kontynuował naukę na Uniwersytecie w Nancy we Francji i tam w 1926 r. uzyskał doktorat. W 1927 r. przybył do Łodzi i tu odtąd pracował zawodowo prowadząc własną aptekę. W 1937 r. była to „Apteka Grodzka” przy ul. Andrzeja 28 (obecnie ul. Andrzeja Struga), jak wynika z reklamy zamieszczonej w Księdze adresowej m. Łodzi na lata 1937–39, w tym domu też mieszkał.
W czasie wojny był wysiedlony do Generalnego Gubernatorstwa.
Po powrocie do Łodzi od 1945 r. poświęcił się pracy naukowej najpierw na Uniwersytecie Łódzkim, a potem na Akademii Medycznej, był jednym z organizatorów Wydziału Farmaceutycznego. Od 1945 r. był zastępcą profesora, od 1956 r. docentem, od 1962 r. profesorem nadzwyczajnym. Od 1959 r. kierował pierwszą w Polsce Katedrą Historii Farmacji na Wydziale Farmaceutycznym Akademii Medycznej w Łodzi. Od początku swoje zainteresowania naukowe kierował ku historii, a ogniskował je na dziejach farmacji polskiej, a zwłaszcza farmacji łódzkiej, choć i regionu łódzkiego.

## Rodzina
Był synem Roberta i Pauliny z Mieczyńskich. W 1930 poślubił Irenę Skępską, z którą miał trzy córki: Barbarę Annę Kuźnicką (farmaceutkę i prof. historii farmacji w PAN), Jadwigę Marię Sobocińską (biolożkę), Teresę Zofię Materkowską (polonistkę).

## Działalność w towarzystwach naukowych
Od początku swojego pobytu w Łodzi zaangażował się w działalność Polskiego Towarzystwa Farmaceutycznego, od 1927 r. był członkiem założycielem Łódzkiego Oddziału PTF. Był też współorganizatorem Sekcji Naukowej PTF. W 1932 r. ukończył kurs archiwalny organizowany przez Polskie Towarzystwo Historyczne co pomagało mu potem w sprawniejszym stosowaniu warsztatu historycznego w jego badaniach i publikacjach. Działał w Polskim Towarzystwie Historycznym, m.in. był przez kilkanaście lat członkiem Komisji Rewizyjnej oraz wieloletnim przewodniczącym Sekcji Historii Medycyny. Po jej przekształceniu w 1957 r., głównie dzięki jego staraniom, w Polskie Towarzystwo Historii Medycyny, przez 12 lat pełnił funkcję przewodniczącego Oddziału Łódzkiego. Był członkiem zagranicznych towarzystw naukowych historii medycyny i historii farmacji. Honorowy Członek Polskiego Towarzystwa Historii Medycyny.

## Publikacje
Przed wojną opublikował popularną rozprawę 
- Rajmund Rembieliński – budowniczy Łodzi przemysłowej, „Rocznik Łódzki” (t. III 1933).

Pozostałe jego prace dotyczą historii farmacji i medycyny:
- Dzieje powstania i rozwoju aptek łódzkich (Referat wygłoszony w Łódzkim Towarzystwie Farmaceutycznym w dniu 12 maja 1932 r.) Warszawa, Wiadomości Farmaceutyczne nr 21 z dnia 22 maja 1932 r.
- Rzut oka na działalność Łódzkiego Stowarzyszenia Aptekarzy w ciągu ćwierćwiecza, 1934

oraz publikacja książkowa:
- Zarys powstania i rozwoju łódzkich aptek, Łódź 1934.

Niektóre artykuły z okresu powojennego:
- Tradycje naukowe i społeczne farmacji łódzkiej, 1948
- Drogi rozwoju farmacji naukowej w Polsce, 1961
- Łódź jako przedmiot badań w zakresie historii nauk medycznych, 1964.

Ukoronowaniem jego dorobku naukowego z dziedziny dziejów farmacji był pierwszy w Polsce podręcznik historii tej nauki:
- Historia farmacji, wyd. I 1963, wyd. II 1972.

## Ordery i odznaczenia
- Złoty Krzyż Zasługi (dwukrotnie: 22 marca 1939[2], 1956)
- Odznaka 1000-lecia Państwa Polskiego
- Odznaka honorowa „Za wzorową pracę w służbie zdrowia”
- Medal im. I. Łukasiewicza „De pharmacia bene meritis” (1974)[3]
- Medal XXV-lecia Akademii Medycznej w Łodzi
- Honorowa Odznaka Miasta Łodzi[4]
- Odznaka 25-lecia Stronnictwa Demokratycznego

## Varia
- Pochowany na Starym Cmentarzu w Łodzi przy ul. Ogrodowej.
- Apteka u zbiegu ulic Andrzeja Struga i Gdańskiej nosiła jego imię. Apteka działała od wyzwolenia Łodzi w 1945 r. do 2008 r.
- Uniwersytet w Nancy ukończył także inny naukowiec związany z Łodzią – Ary Sternfeld (1905–1980), późniejszy teoretyk kosmonautyki, który był znajomym Rembielińskiego.